# Општина Будва
Општина Будва јесте општина у Црној Гори. Према резултатима пописа из 2023. године имала је 27.445 становника.

## Насеља
У општини се налази 61 насеље. Изменама општинских прописа на територији општине дошло до измене мреже насељених места. Укинута су насеља: Брајићи, Буљарица, Калудерац, Новосеље, Подострог, Пржно и Пријевор, и од подручја ових насеља и дијелова других насеља формирана насељена мјеста: Брајићи I, Брајићи II, Брајићи III, Брајићи IV, Буљарица I, Буљарица II, Калудерац I, Калудерац II, Куљаче Дапковићи, Марковићи Дулетићи, Новосеље I, Новосеље II, Побори Горњи, Подострог I, Подострог II, Пријевор I, Пријевор II, Пржно I и Пржно II. Доношењем новог Закона о територијалној организацији поново је измењена мрежа насеља. Поново су формирана јединствена насеља: Брајићи, Буљарица, Калудерац, Новосеље, Подострог, Пржно и Пријевор; насеља Куљаче Дапковићи, Марковићи Дулетићи и Побори Горњи су наставила постојање при чему су добила нова имена Дапковићи, Марковићи и Горњи Побори. Насеља Катун Режевићи, Куљаче, Побори и Чучуке су добила нова имена Катун, Куљачи, Доњи Побори и Чучуци. Насељено место Рађеновићи је укинуто и формиран је већи број нових насеља: Андровићи, Војнићи, Врба, Вријесно, Голубовићи, Грабовица, Груда, Дивановићи, Ђуровићи, Ивановићи, Јаз, Каменово, Кошљун, Крапина, Лази, Мажићи, Медиговићи, Перазића До, Подластва (Пољица), Подличак, Пријеворац, Рафаиловићи, Рустово, Свињишта, Сеоце и Чесминово.

## Становништво

### Национални састав становништва општине по попису 2023. године
| Национални састав (са уделом преко 1%)‍ | Национални састав (са уделом преко 1%)‍ | Национални састав (са уделом преко 1%)‍ | Национални састав (са уделом преко 1%)‍ | Национални састав (са уделом преко 1%)‍ |
| -------------------------------------- | -------------------------------------- | -------------------------------------- | -------------------------------------- | -------------------------------------- |
|                                        |                                        |                                        |                                        |                                        |
| Срби                                   | Срби                                   |                                        | 9.822                                  | 35,79%                                 |
| Црногорци                              | Црногорци                              |                                        | 9.774                                  | 35,61%                                 |
| Руси                                   | Руси                                   |                                        | 3.738                                  | 13,62%                                 |
| Украјинци                              | Украјинци                              |                                        | 1.029                                  | 3,75%                                  |
| Турци                                  | Турци                                  |                                        | 345                                    | 1,26%                                  |
| остали                                 | остали                                 |                                        | 1.773                                  | 6,46%                                  |
| неизјашњени                            | неизјашњени                            |                                        | 966                                    | 3,51%                                  |
| укупно: 27.445                         |                                        |                                        |                                        |                                        |

### Национални састав становништва општине по попису 2011. године
| Национални састав (са уделом преко 1%)‍ | Национални састав (са уделом преко 1%)‍ | Национални састав (са уделом преко 1%)‍ | Национални састав (са уделом преко 1%)‍ | Национални састав (са уделом преко 1%)‍ |
| -------------------------------------- | -------------------------------------- | -------------------------------------- | -------------------------------------- | -------------------------------------- |
|                                        |                                        |                                        |                                        |                                        |
| Црногорци                              | Црногорци                              |                                        | 9.262                                  | 48,19%                                 |
| Срби                                   | Срби                                   |                                        | 7.247                                  | 37,71%                                 |
| остали                                 | остали                                 |                                        | 1.559                                  | 8,11%                                  |
| неизјашњени                            | неизјашњени                            |                                        | 1.150                                  | 5,98%                                  |
| укупно: 19.218                         |                                        |                                        |                                        |                                        |

### Верски састав становништва општине по попису 2023. године
| Верски састав (са уделом преко 1%)‍ | Верски састав (са уделом преко 1%)‍ | Верски састав (са уделом преко 1%)‍ | Верски састав (са уделом преко 1%)‍ | Верски састав (са уделом преко 1%)‍ |
| ---------------------------------- | ---------------------------------- | ---------------------------------- | ---------------------------------- | ---------------------------------- |
|                                    |                                    |                                    |                                    |                                    |
| Православци                        | Православци                        |                                    | 23.124                             | 84,26%                             |
| Муслимани                          | Муслимани                          |                                    | 1.124                              | 4,10%                              |
| Католици                           | Католици                           |                                    | 446                                | 1,63%                              |
| атеисти и агностици                | атеисти и агностици                |                                    | 1.452                              | 5,29%                              |
| остали                             | остали                             |                                    | 479                                | 1,73%                              |
| неизјашњени                        | неизјашњени                        |                                    | 820                                | 2,99%                              |

### Верски састав становништва општине по попису 2011. године
| Верски састав (са уделом преко 1%)‍ | Верски састав (са уделом преко 1%)‍ | Верски састав (са уделом преко 1%)‍ | Верски састав (са уделом преко 1%)‍ | Верски састав (са уделом преко 1%)‍ |
| ---------------------------------- | ---------------------------------- | ---------------------------------- | ---------------------------------- | ---------------------------------- |
|                                    |                                    |                                    |                                    |                                    |
| Православци                        | Православци                        |                                    | 16.947                             | 88,18%                             |
| Муслимани                          | Муслимани                          |                                    | 654                                | 3,40%                              |
| Католици                           | Католици                           |                                    | 432                                | 2,25%                              |
| атеисти и агностици                | атеисти и агностици                |                                    | 364                                | 1,89%                              |
| остали                             | остали                             |                                    | 238                                | 1,24%                              |
| неизјашњени                        | неизјашњени                        |                                    | 583                                | 3,03%                              |

### Језички састав становништва општине по попису 2023. године
| Језички састав (са уделом преко 1%)‍ | Језички састав (са уделом преко 1%)‍ | Језички састав (са уделом преко 1%)‍ | Језички састав (са уделом преко 1%)‍ | Језички састав (са уделом преко 1%)‍ |
| ----------------------------------- | ----------------------------------- | ----------------------------------- | ----------------------------------- | ----------------------------------- |
|                                     |                                     |                                     |                                     |                                     |
| Српски језик                        | Српски језик                        |                                     | 12.001                              | 43,73%                              |
| Црногорски језик                    | Црногорски језик                    |                                     | 7.647                               | 27,86%                              |
| Руски језик                         | Руски језик                         |                                     | 4.306                               | 15,69%                              |
| Украјински језик                    | Украјински језик                    |                                     | 809                                 | 2,95%                               |
| Турски језик                        | Турски језик                        |                                     | 357                                 | 1,30%                               |
| Албански језик                      | Албански језик                      |                                     | 304                                 | 1,11%                               |
| остали                              | остали                              |                                     | 2.021                               | 7,36%                               |
| неизјашњени                         | неизјашњени                         |                                     | 502                                 | 1,83%                               |

### Језички састав становништва општине по попису 2011. године
| Језички састав (са уделом преко 1%)‍ | Језички састав (са уделом преко 1%)‍ | Језички састав (са уделом преко 1%)‍ | Језички састав (са уделом преко 1%)‍ | Језички састав (са уделом преко 1%)‍ |
| ----------------------------------- | ----------------------------------- | ----------------------------------- | ----------------------------------- | ----------------------------------- |
|                                     |                                     |                                     |                                     |                                     |
| Српски језик                        | Српски језик                        |                                     | 9.974                               | 51,90%                              |
| Црногорски језик                    | Црногорски језик                    |                                     | 6.684                               | 34,78%                              |
| Албански језик                      | Албански језик                      |                                     | 244                                 | 1,27%                               |
| остали                              | остали                              |                                     | 1.481                               | 7,71%                               |
| неизјашњени                         | неизјашњени                         |                                     | 835                                 | 4,34%                               |